# Arnošt Kreuz
Arnošt Kreuz o Ernst Kreuz (Neštěmice, 9 de maig de 1912 - Harksheide, 9 de febrer de 1974) fou un futbolista txec de la dècada de 1930.
Fou 3 cops internacional amb la selecció de Txecoslovàquia, amb la qual participà en el Mundial de 1938. Pel que fa a clubs, defensà els colors del Teplitzer FK, Sparta Praga, DFC Praga i SK Pardubice.